# هیلسهایم (ماینتس-بینگن)
هیلسهایم (به آلمانی: Hillesheim) یک شهر در آلمان است که در ماینتس-بینگن واقع شده‌است. هیلسهایم  ۶۰۱ نفر جمعیت دارد.